# Skenandoa
Esquenandoa o Esquenandò (Skenandoa o Shenandoah en anglès; 1710-1816) fou un cabdill oneida del clan Llop, el seu nom apareix per primer cop en la firma del Tractat de Fort Stanwix (1758) i el 1760 atacà els francesos de Mont-real. Durant la Guerra de la Independència va donar suport als nord-americans el 1775-1780, trencant amb altres membres de la Confederació Iroquesa. Per això els oneida reberen una reserva a l'Estat de Nova York.